# Cratocnema albopilosum
Cratocnema albopilosum är en stekelart som först beskrevs av Szepligeti 1913.  Cratocnema albopilosum ingår i släktet Cratocnema och familjen bracksteklar. Inga underarter finns listade i Catalogue of Life.